# Fabian Wohlmuth
Fabian Wohlmuth (* 25. Juni 2002 in Oberwart) ist ein österreichischer Fußballspieler.

## Karriere

### Verein
Wohlmuth begann seine Karriere beim SC Pinkafeld. Zur Saison 2016/17 kam er in die AKA Burgenland, in der er bis 2019 sämtliche Altersstufen durchlief. In der Saison 2018/19 kam er zu vier Einsätzen für seinen Stammklub Pinkafeld in der viertklassigen Burgenlandliga.
Zur Saison 2019/20 wurde er auf die SV Mattersburg umgemeldet. Im August 2019 spielte er erstmals für die Amateure der Mattersburger in der Regionalliga. Im Jänner 2020 rückte er in den Profikader auf, kam allerdings zu keinem Einsatz. In der abgebrochenen Regionalliga-Spielzeit absolvierte Wohlmuth zwölf Spiele. Nach der Saison 2019/20 musste Mattersburg allerdings den Spielbetrieb einstellen.
Parallel dazu besucht er die Kooperationsschule der AKA Burgenland, das BSSM in Oberschützen.
Daraufhin schloss er sich zur Saison 2020/21 dem Zweitligisten SV Lafnitz an. Sein Debüt in der 2. Liga gab er im September 2020, als er am dritten Spieltag jener Saison gegen den SV Horn in der Startelf stand. In drei Jahren in Lafnitz kam er zu 60 Zweitligaeinsätzen. Zur Saison 2023/24 wechselte er zum Ligakonkurrenten SV Ried. Für Ried kam er zu 55 Zweitligaeinsätzen, in denen er neunmal traf. Mit dem Team stieg er 2025 als Zweitligameister in die Bundesliga auf.
Den Aufstieg machte Wohlmuth aber nicht mit, er wechselte stattdessen zur Saison 2025/26 innerhalb der Bundesliga zum Wolfsberger AC, bei dem er einen bis 2028 laufenden Vertrag erhielt.

### Nationalmannschaft
Im Juni 2023 gab Wohlmuth gegen Island sein Debüt für die österreichische U-21-Mannschaft.